# ام‌وی سولون
ام‌وی سولون (به انگلیسی: MV Suilven) یک کشتی است که طول آن ۸۶٫۵۲ متر (۲۸۳٫۹ فوت) می‌باشد. این کشتی در سال ۱۹۷۴ ساخته شد.